# Libertas Brindisi 1966-1967
La Libertas Brindisi 1966-1967, prende parte al campionato italiano di Serie B, girone B a 12 squadre. Chiude la stagione regolare al settimo posto con 9V e 13P, 1279 punti segnati e 1304 subiti.

## Storia
La Libertas Brindisi non cambia l'ossatura della squadra a parte i soliti trasferimenti tra squadre brindisine. Teodoro Arigliano viene scambiato con Giancarlo Felline dell'ASSI Brindisi, Vittorio Sangiorgio e Gianvito Monaco passano al Basket Brindisi. Miglior marcatore della stagione Calderari con 285 punti in 18 partite, seguito da Galluccio con 214p e Guadalupi con 154p. A livello giovanile gli allievi della Libertas sono Campioni d'Italia battendo nella finale i coetanei della Regina Pacis di Reggio Emilia per 54-52. Fanno parte della formazione Piero Labate, Luigi Longo e Giuseppe Antelmi che nello stesso anno esordiranno a soli 16 anni in prima squadra.

## Roster
| Libertas Brindisi 1966/1967 | Libertas Brindisi 1966/1967 |
| Giocatori                   | Staff tecnico               |
| --------------------------- | --------------------------- |

| N. | Naz.              | Ruolo | Nome                | Anno | Alt.   | Peso |  |
| -- | ----------------- | ----- | ------------------- | ---- | ------ | ---- |  |
| 7  | Italia (bandiera) | A     | Vincenzo Giuri      | 1943 | 181 cm |      |  |
| 8  | Italia (bandiera) | AC    | Giuseppe Rutigliano | 1948 | 192 cm |      |  |
| 9  | Italia (bandiera) | G     | Claudio Calderari   | 1944 | 182 cm |      |  |
| 10 | Italia (bandiera) | G     | Antonio Guadalupi   |      |        |      |  |
| 11 | Italia (bandiera) | G     | Franco Musci        |      |        |      |  |
| 12 | Italia (bandiera) | C     | Vittorio Sangiorgio | 1941 | 195 cm |      |  |
| 13 | Italia (bandiera) | A     | Piero Labate        | 1951 | 190 cm |      |  |
|    | Italia (bandiera) | A     | Giuseppe Galluccio  | 1946 |        |      |  |
| 6  | Italia (bandiera) | P     | Brunetto Cocciolo   | 1948 | 182 cm |      |  |
|    | Italia (bandiera) | C     | Giuseppe Lonati     | 1951 | 198 cm |      |  |
|    | Italia (bandiera) | G     | Giuseppe Monaco     | 1950 |        |      |  |
|    | Italia (bandiera) | G     | Luigi Longo         | 1952 | 189 cm |      |  |
|    | Italia (bandiera) | A     | Marco Lonero        | 1950 | 187 cm |      |  |
|    | Italia (bandiera) | A     | Luigi Pellecchia    | 1949 |        |      |  |
|    | Italia (bandiera) | A     | Giancarlo Felline   | 1947 | 187 cm |      |  |
|    | Italia (bandiera) | G     | Mario Panessa       | 1949 | 181 cm |      |  |
|    | Italia (bandiera) | A     | Luigi Velardi       |      |        |      |  |
|    | Italia (bandiera) | C     | Giuseppe Antelmi    | 1951 | 193 cm |      |  |

| Allenatore                                 |
| - Elio Pentassuglia                        |
| Assistente/i                               |
| - Giuseppe Faggiano Legenda - (C) Capitano |

## Risultati
| Arbitri: | Bonini (Roma) Moroni (Roma) |

|                                        |       |                                           |
| Pedrazzini 19, Cosmelli 15, Rigucci 15 | Punti | Calderari 15, Rutigliano 12, Galluccio 10 |

| Arbitri: | Ardito (Napoli) Melillo (Avellino) |

|                                         |       |                                      |
| Calderari 32, Galluccio 13, Guadalupi 8 | Punti | Nigrisoli 14, Romanelli 13, Reali 10 |

| Arbitri: | Bottari (Messina) Cardulli (Messina) |

|                                          |       |                          |
| Galluccio 24, Calderari 11, Guadalupi 11 | Punti | Garelli 16, Parmigiani 8 |

| Arbitri: | Stefanutti (Venezia) Borgovich (Venezia) |

|                                    |       |                           |
| Mainardi 13, Giovagnoli 9, Tozzi 9 | Punti | Galluccio 17, Calderari 8 |

| Arbitri: | Bonaccorsi (Messina) Coglitore (Messina) |

|                                          |       |                          |
| Calderari 22, Galluccio 11, Guadalupi 10 | Punti | De Rossi 18, Albanese 12 |

| Arbitri: | D'Argento (Avellino) Picone (Avellino) |

|                       |       |                                          |
| Biasone 15, Casoli 14 | Punti | Galluccio 14, Guadalupi 12, Calderari 11 |

| Arbitri: | Giorgi (Roma) Izzo (Roma) |

|              |       |                                    |
| Calderari 10 | Punti | Maggetti 21, Gavagnin 16, Cepar 12 |

| Arbitri: | Ugatti Brandi |

|                                      |       |                                      |
| Santi 21, Giannattasio 14, Cintoli 9 | Punti | Calderari 13, Giuri 13, Pellecchia 9 |

| Arbitri: | Micali (Reggio Calabria) Bruzzoni (Reggio Calabria) |

|                                       |       |                              |
| Calderari 18, Rutigliano 14, Giuri 11 | Punti | Posar 22, Suggi 16, Paoli 12 |

| Arbitri: | Coglitore (Messina) Bottari (Messina) |

|                                   |       |              |
| Volpini 11, Hausmann 10, Ticca 10 | Punti | Calderari 14 |

| Arbitri: | Cardullo (Messina) Cluchino (Ragusa) |

|                                      |       |                          |
| Calderari 15, Guadalupi 11, Musci 10 | Punti | Spinetti 26, Chiodatti 8 |

| Arbitri: | Degli Esposti (Bologna) Mingozzi (Ferrara) |

|                                     |       |                       |
| Calderari 20, Galluccio 10, Musci 9 | Punti | Cosmelli 16, Hualic 9 |

| Arbitri: | Serrazanetti (Bologna) Valenti (Bologna) |

|                                     |       |                                         |
| Leopardi 13, Valentini 11, Felsi 11 | Punti | Calderari 17, Galluccio 14, Guadalupi 8 |

| Arbitri: | Bacherini (Firenze) Pacini (Firenze) |

|                                     |       |                                    |
| Galliano 17, Gramazio 13, Talamas 8 | Punti | Galluccio 12, Pellecchi 8, Giuri 8 |

| Arbitri: | Bonaccorsi (Messina) Cuscinà (Messina) |

|                                     |       |                           |
| Calderari 20, Galluccio 13, Giuri 8 | Punti | Tozzi 16, Belardinelli 12 |

| Arbitri: | Bianchi Pacini |

|                                        |       |                            |
| De Rossi 21, Albanesi 18, De Simone 10 | Punti | Galluccio 20, Guadalupi 12 |

| Arbitri: | Romagnoli (Porto S. Giorgio) Pignotti (Porto S. Giorgio) |

|                                           |       |                                  |
| Calderari 20, Rutigliano 16, Galluccio 12 | Punti | Biasone 21, Vento 17, Balducci 8 |

| Roma 25 marzo 1967 ripetizione partita | Lazio | 66 – 58 (23-28) | Libertas Brindisi |  |

| Arbitri: | Cardulli (Messina) Micale (Reggio Calabria) |

|                                       |       |                                       |
| Gavagnin 22, Maggetti 20, De Simone 8 | Punti | Galluccio 23, Pellecchia 13, Giuri 11 |

| Arbitri: | Ugatti (Salerno) Melillo (Avellino) |

|                                      |       |                                |
| Calderari 16, Guadalupi 12, Giuri 10 | Punti | Santi 24, Cintolo 14, Barone 8 |

| Arbitri: | Serrazanetti (Bologna) Soavi (Bologna) |

|                                  |       |                                  |
| Paoli 25, Martinelli 12, Posar 8 | Punti | Musci 17, Lonero 10, Guadalupi 9 |

| Arbitri: | Ardito (Napoli) Picone (Avellino) |

|                                           |       |                      |
| Calderari 26, Guadalupi 21, Rutigliano 13 | Punti | Volpini 31, Picca 15 |

| Roma 5 maggio 1967 22ª giornata                                            | Stella Azzurra | 67 – 44            | Libertas Brindisi |  |
| \| \| \| \| \| Spinetti 22, Napoleoni 12 \| Punti \| Giuri 15, Lonati 8 \| |                |                    |                   |  |
|                                                                            |                |                    |                   |  |
| Spinetti 22, Napoleoni 12                                                  | Punti          | Giuri 15, Lonati 8 |                   |  |

## Fonti
La Gazzetta del Mezzogiorno edizione 1966-67